# Kalida (Ohio)
Kalida es una villa ubicada en el condado de Putnam en el estado estadounidense de Ohio. En el Censo de 2010 tenía una población de 1542 habitantes y una densidad poblacional de 404,74 personas por km².

## Geografía
Kalida se encuentra ubicada en las coordenadas 40°59′10″N 84°11′40″O / 40.98611, -84.19444. Según la Oficina del Censo de los Estados Unidos, Kalida tiene una superficie total de 3.81 km², de la cual 3.73 km² corresponden a tierra firme y (2.11%) 0.08 km² es agua.

## Demografía
Según el censo de 2010, había 1542 personas residiendo en Kalida. La densidad de población era de 404,74 hab./km². De los 1542 habitantes, Kalida estaba compuesto por el 98.7% blancos, el 0.19% eran afroamericanos, el 0% eran amerindios, el 0% eran asiáticos, el 0.06% eran isleños del Pacífico, el 0.65% eran de otras razas y el 0.39% pertenecían a dos o más razas. Del total de la población el 1.1% eran hispanos o latinos de cualquier raza.